# Okulovskaja
Okulovskaja (in lingua russa Окуловская) è una città situata in Russia, nell'Oblast' di Arcangelo, più precisamente nel Verchnetoemskij rajon.